# Ябуки
Ябуки (яп. 矢吹町 Ябуки-мати) — посёлок в Японии, находящийся в уезде Нисисиракава префектуры Фукусима. Площадь посёлка составляет 60,37 км², население — 17 938 человек (1 августа 2014), плотность населения — 297,13 чел./км².

## Географическое положение
Посёлок расположен на острове Хонсю в префектуре Фукусима региона Тохоку. С ним граничат город Сиракава, посёлки Кагамииси, Исикава и сёла Накадзима, Идзумидзаки, Тэнъэй, Тамакава.

## Население
Население посёлка составляет 17 938 человек (1 августа 2014), а плотность — 297,13 чел./км². Изменение численности населения с 1980 по 2005 годы:
| 1980 | 17 578 чел. |  |
| 1985 | 18 249 чел. |  |
| 1990 | 18 642 чел. |  |
| 1995 | 19 075 чел. |  |
| 2000 | 18 892 чел. |  |
| 2005 | 18 735 чел. |  |

## Символика
Деревом посёлка считается сосна густоцветная, цветком — Cymbidium goeringii.